# Antonio de Velasco y Ayala
Antonio de Velasco y Ayala (? - Martos, 1709) fue un noble y hombre de estado español, conde de Fuensalida, de Colmenar, grande de España, sucesivamente virrey de Navarra, gobernador de Galicia, virrey de Cerdeña y gobernador del Milanesado.
| Predecesor: Alejandro de Odoardo Farnesio    | Virrey de Navarra 1676 – 1681         | Sucesor: Íñigo de Velandia                   |
| Predecesor: Fernando Carrillo Muñiz de Godoy | Gobernador de Galicia 1681 – 1682     | Sucesor: Juan Francisco Pacheco Téllez-Girón |
| Predecesor: Diego Ventura                    | Virrey de Cerdeña 1682 – 1686         | Sucesor: José Delitala y Castellví           |
| Predecesor: Juan Tomás Enríquez de Cabrera   | Gobernador del Milanesado 1686 – 1691 | Sucesor: Diego Felípez de Guzmán             |